# Хари Гродберг
Хари Яковлевич Гродберг (на руски: Гродберг, Гарри Яковлевич) (3 януари 1929 г., Клайпеда, Литва – 10 ноември 2016 г., Москва, Руска федерация) – съветски и руски органист. Народен артист на Руската федерация (1992), лауреат на Държавната награда на Руската федерация (2001).
Той е известен със своите интерпретации на Бах. Бил е почетен член на дружествата на Йохан Себастиан Бах и Георг Фридрих Хендел в Германия. Бил е член на журито на Международния Бахов конкурс в Лайпциг.
Смятан е за един от изключителните руски органисти. Допринася за създаването на фестивала „Бах“ в Твер, който се провежда ежегодно. За приноса си в културния живот на града музикантът е удостоен със званието почетен гражданин на Твер.

## Биография
Роден в еврейско семейство. Баща – моден дизайнер Янкел Гиршевич Гродберг (1899 – ?), родом от Алексот, майка – Роза Шимоновна Страж (1903 – 1949) от Волковишки, те се женят през 1923 г. в Каунас. В Клайпеда семейството живее на Болничната улица (Hospitalstraße), 15. От 1939 г. живее в Каунас, откъдето в началото на войната с родителите си и по-големия си брат Гершен е евакуиран в Наманган, където учи цигулка при професор в евакуираната Минска консерватория. Учи в музикалното училище във Вилнюс където семейството се установява след войната.
Ученик на А. Б. Голденвайзер и А. Ф. Гедике. През 1955 г. завършва Московската консерватория по пиано и орган, а през същата година е приет като солист в Московската филхармония. През същата година органистът изнася първия си самостоятелен концерт. Той свири с много известни музиканти, включително Мстислав Ростропович, Евгений Мравински и Кирил Кондрашин.
Скоро той е назначен за заместник-председател на Органния съвет към Министерството на културата на СССР; по това време в страната има само седем действащи органа, три от които са разположени в Москва. Благодарение на Гродберг този брой се е увеличил значително. По-специално през 1959 г. в Концертната зала „Чайковски“ е монтиран орган, произведен в Чехия от Ригер-Клос.
Получава световна слава като интерпретатор на музикалното наследство на Йохан Себастиан Бах, както и произведения на Моцарт, Лист, Менделсон, Франк, Райнбергер, Сен-Санс и други композитори от минали епохи. Автор на програмни органни цикли, посветени на музиката на композиторите от ХХ век – Шостакович, Хачатурян, Слонимски, Пирумов, Ниренбург, Таривердиев.
Съвместно с радио Дойче веле издава поредица от компактдискове „Playing Harry Grodberg“, която включва произведения на Бах, Хачатурян, Лефебюр-Вели, Дакен, Гилман. В края на юли 2013 г., по аранжимент, направен от органиста, австрийската фирма изработва органа, който се състои от 2528 тръби, 37 регистъра, 3 мануала и три педала. Тържествено е открит големият орган произведен от австрийската компания „Rieger Orgelbau“ в църквата „Свети Франциск“ в неговия роден град – Клайпеда.
Почетен член е на дружеството „Бах“ в Лайпциг и дружеството „Хендел“ в Германия. Основател на фестивала „Bach Service“ в Калининград и фестивала „Бах“ в Твер.
Погребан е в Москва на Ваганковското гробище.

## Семейство
Съпруга (от 1960 г.) – Наталия Владимировна Гродберг (родена Озерецковская, род. 1937 г.), пианистка, завършила Музикалния колеж „М. Иполитов-Иванов“. Тя е личен асистент на Хари Гродберг.

## Награди и премии
- Почетно звание „Заслужил артист на РСФСР“ (1982)
- Почетно звание „Народен артист на Руската федерация“ (23 юни 1992) – за големи заслуги в областта на музикалното изкуство[14]
- „Орден на честта“ (12 юли 2000) – за големия му принос в развитието на музикалното изкуство[15]
- Държавна награда на Руската федерация в областта на литературата и изкуството през 2001 г. (в областта на образователната дейност) (10 юни 2002 г.) – за концертни програми на фестивали за органна музика в градовете Калининград, Новосибирск, Твер[16]
- Командир на Рицарския кръст на „Ордена на Република“ Литва и „За заслуги към Литва“ (2003).
- Почетен гражданин на град Твер (2005).
- Орден „За заслуги към отечеството“ IV степен (7 април 2004 г.) – за големи заслуги в развитието на музикалното изкуство[17]
- Орден за приятелство (22 април 2010 г.) – за заслуги в развитието на националната култура и изкуство, дългогодишна ползотворна дейност[18]